# Dictyanthus
Dictyanthus là chi thực vật có hoa trong họ Apocynaceae.